# ۱ آگوست (تیم آکروجت)

تیم آکروجت یکم آگوست (August 1st) یا با ئی (Ba Yi Aerobatics Team) تیم نمایش آکروجت متعلق به نیروی هوایی ارتش آزادیبخش خلق (PLAAF) کشور چین است. این تیم در سال ۱۹۶۲ تأسیس شد و به نام تاریخ تأسیس ارتش آزادیبخش خلق (PLA)، ۱ آگوست ۱۹۲۷ نامگذاری شد.

## تاریخچه
این واحد در سال ۱۹۶۲ تأسیس شد و در طول سال ها بیش از ۵۰۰ بار برای هیئت هایی از ۱۶۶ کشور و منطقه نمایش اجرا کرده است. اولین نمایش آن در خارج از کشور در آگوست ۲۰۱۳ در نمایشگاه هوایی ماکس روسیه برگزار شد. 

## پایگاه
- تیم آکروجت 1 آگوست خارج از پایگاه نیروی هوایی یانگ‌جون (میچونگ) در نزدیکی تیانجین، محل استقرار لشکر 24 جنگنده است. [۱]

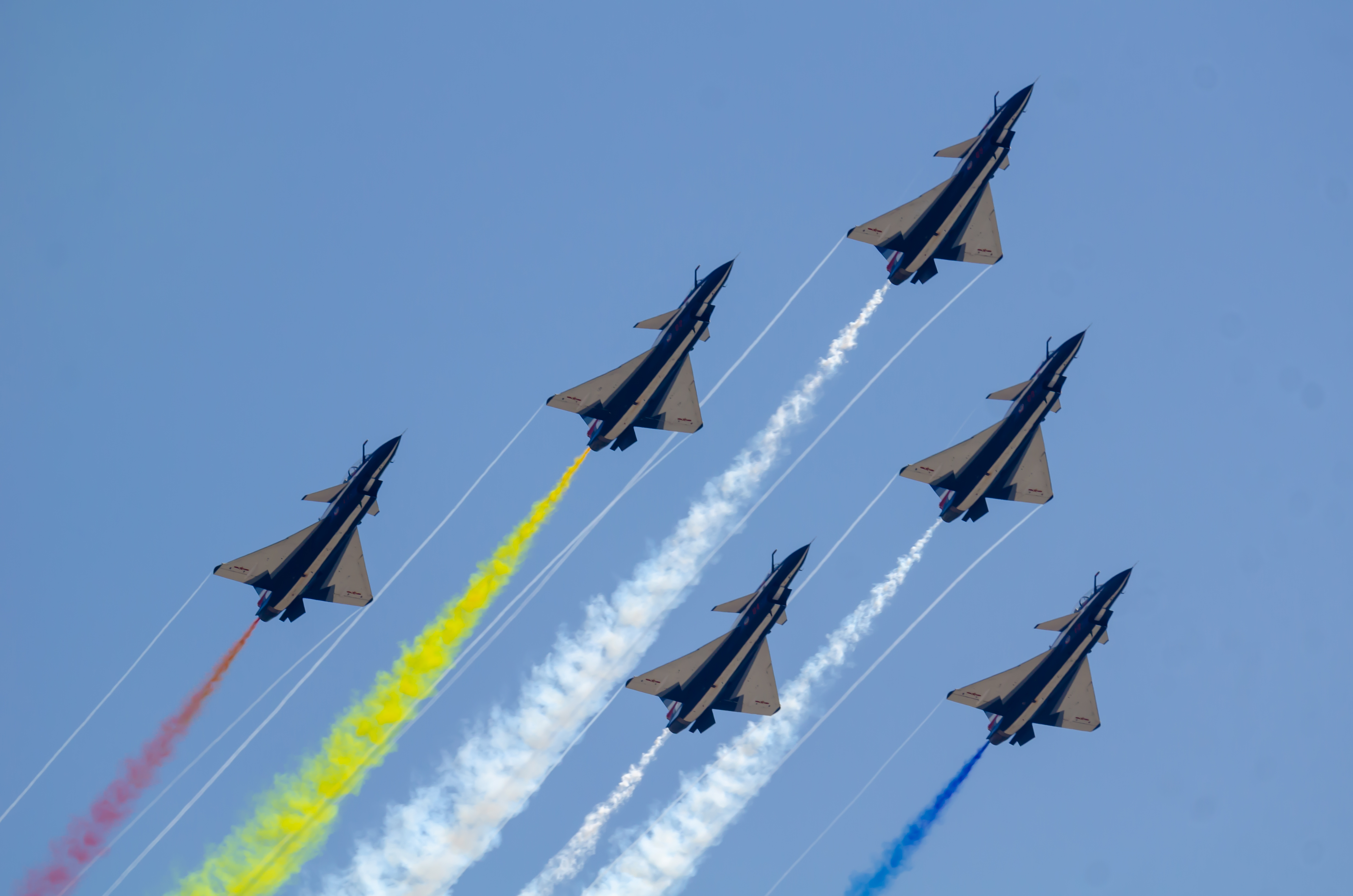
۱ آگوست چنگدو جی-۱۰ در حال تشکیل

## مراجع
1. ↑  Hussain, Haris (21 March 2015). "The mystique of China's J-10 fighter". New Straits Times. Archived from the original on 24 September 2015. Retrieved 12 June 2015.

## لینک های خارجی
- http://www.airliners.net/open.file/914320/M/
- پچ اسکادران